# 9495 Eminescu
9495 Eminescu eller 4177 T-1 är en asteroid i huvudbältet som upptäcktes den 26 mars 1971 av den nederländsk-amerikanske astronomen Tom Gehrels och det nederländska astronomparet Ingrid van Houten-Groeneveld och Cornelis Johannes van Houten vid Palomarobservatoriet. Den är uppkallad efter poeten Mihai Eminescu.
Asteroiden har en diameter på ungefär 3 kilometer.